# Debaryella hyalina
Debaryella hyalina är en svampart som beskrevs av Höhn. 1904. Debaryella hyalina ingår i släktet Debaryella, klassen Sordariomycetes, divisionen sporsäcksvampar och riket svampar.   Inga underarter finns listade i Catalogue of Life.